# 豊田市立本城小学校
豊田市立本城小学校（とよたしりつ ほんじょうしょうがっこう）は、愛知県豊田市市場町にある公立小学校。

## 通学区域
- 市場町
- 大坂町
- 小原町
- 鍛冶屋敷町
- 川下町
- 榑俣町
- 李町
- 百月町
- 西細田町
- 日面町
- 平畑町
- 簗平町

公立中学校に進学する場合は豊田市立小原中学校へ進学する。旧・西加茂郡小原村の小学校であり、小原村の南部（旧・本城村）が校区であった。

## 沿革
本城小学校の創立年は1887年（明治20年）4月となっている。これは大草学校が平畑学校を統合し、市場学校に改称した年である。ここではそれ以前についても記述する。
- 1873年（明治6年） - 第9番中学区第61番小学大草学校として開校する。
- 1887年（明治20年）4月 - 平畑学校を統合する。同時に市場学校に改称し、新築移転。旧・平畑学校は市場学校簗平分教場となる。
- 1889年（明治22年）10月1日 - 西細田村、市場村、大坂村、大草村、鍛冶屋敷村、李村、百月村、簗平村、川下村、日面村、平畑村、榑俣村が合併し、本城村が発足。
- 1902年（明治35年） - 本城村立尋常小学校に改称する。簗平分教場を設置する。
- 1906年（明治39年）7月1日 - 豊原村、清原村、本城村、福原村が合併し、小原村が発足する。
- 1907年（明治40年） - 小原村第四尋常小学校に改称する。簗平分教場が独立し、小原第五尋常小学校[注釈 1]となる。
- 1908年（明治41年） - 旧・北栄高等小学校[注釈 2]校舎を仮受け、分教場を設置。
- 1911年（明治44年） - 高等科を設置し、小原村第四尋常高等小学校に改称する。
- 1917年（大正6年）
  - 5月 - 現在地に校舎が完成し、移転する。
  - 7月 - 分教場を廃止。
- 1941年（昭和16年）4月1日 - 小原第四国民学校に改称する。
- 1947年（昭和22年）4月1日 - 小原村立第四小学校に改称する。
- 1948年（昭和23年）4月1日 - 小原村立本城小学校に改称する。
- 1959年（昭和34年）9月26日 - 伊勢湾台風の土砂崩れにより、校舎の一部が倒壊する。
- 1961年（昭和36年）4月 - 新校舎（鉄筋コンクリート造2階建）が完成する。
- 1972年（昭和47年）7月13日 - 昭和47年7月豪雨により、給食室職員住宅裏の土手崩壊、運動場の土手などが崩壊する[3]。
- 2005年（平成17年）4月1日 - 小原村が豊田市へ編入される。同時に豊田市立本城小学校に改称する。

## 交通アクセス
- とよたおいでんバス小原・豊田線「市場口」バス停より徒歩約20分。

## 出身者
- 成瀬幡治 - 参議院議員[4]